# Sillimanite

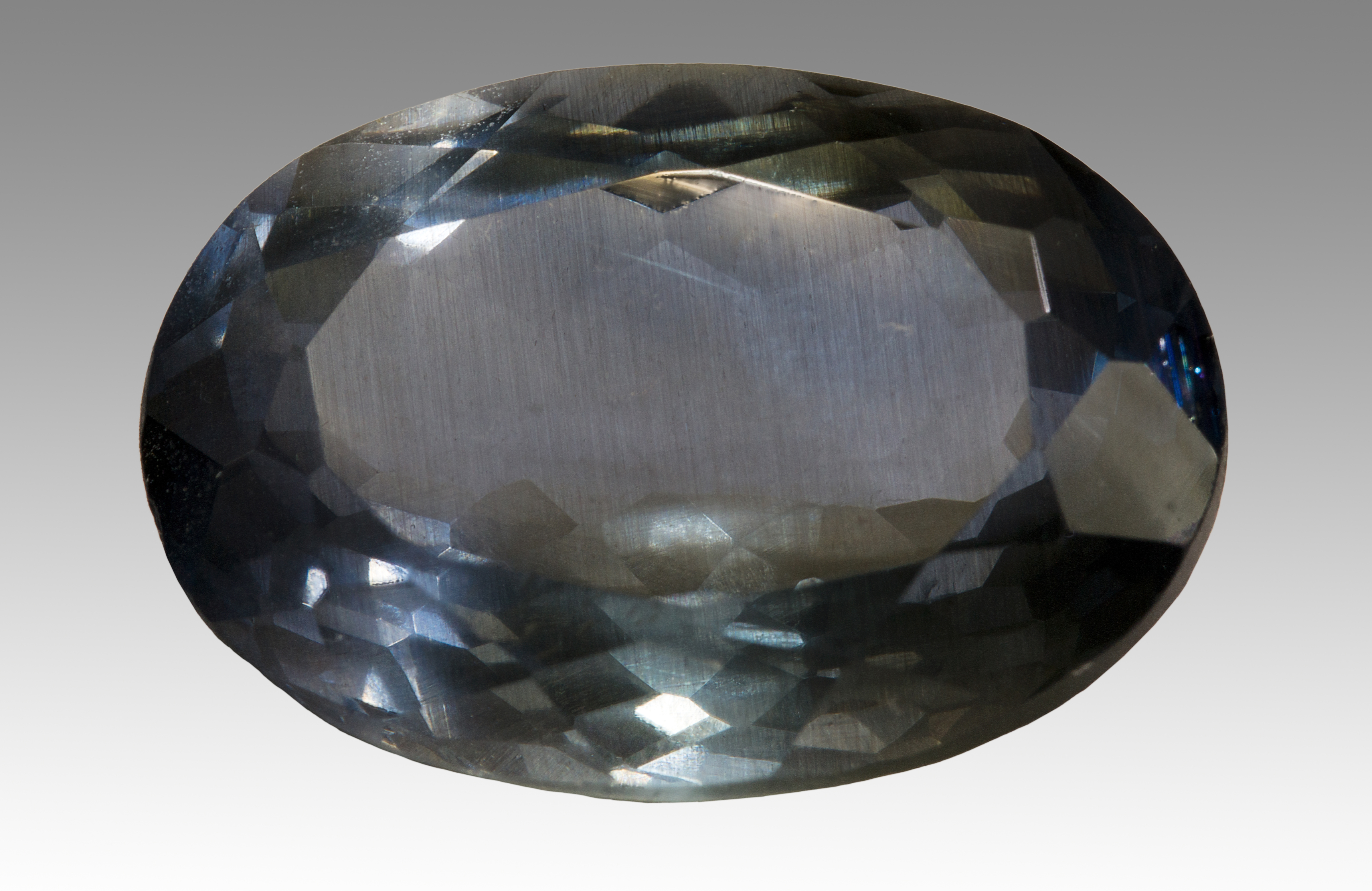
Sillimanita corte

A sillimanita, ou sillimanite é um mineral de aluminossilicato, com fórmula química Al2SiO5. É assim denominada em homenagem a Benjamin Silliman, e foi descrita pela primeira vez em 1824.

## Propriedades
Possui tetraedros de Al com número de coordenação 4 intercalados com tetraedros de Si. Apresenta clivagem perfeita em {010}, gravidade específica de 3,23 e dureza entre 6 e 7 dependendo da direção.
É um dos polimorfos de aluminossilicato, juntamente com a cianita e andalusita.
É um mineral indicador de metamorfismo regional, encontrado em rochas que sofreram deformação em altas pressões e alta temperatura.